# Tinents Generals de l’Esquadra de Galeres d’Espanya
L'Esquadra de Galeres d'Espanya o Esquadra de la Guarda de la Costa d'Espanya, inicialment anomenada Esquadra de la Guarda de la Costa del Regne de Granada, es finançava amb les butlles de la Santa Croada.
La jerarquia de l'Esquadra de Galeres tenia els següents graus: 
- Capitans Generals,
- Tinents Generals o Governadors,
- Cuatralvos (caps de quatre galeres) i,
- Caps d'Esquadra.

| Relació dels Governadors/Tinents Generals de l'Esquadra de Galeres d'Espanya | Des de           | Fins                                                      |
| ---------------------------------------------------------------------------- | ---------------- | --------------------------------------------------------- |
| Pedro de Leiva y de la Cerda                                                 | 6 octubre 1672   | 23 octubre 1673                                           |
| Isidro de Silva Mendoza y Portugal, marquès d'Orani                          | 23 octubre 1673  | 5 setembre 1676 (capità general a les galeres de Sardenya |
| Vicente de Argote i de Córdoba, comte de Foncalada                           | 10 agost 1697    | 2 juliol 1705 (es llicencia)                              |
| José de los Ríos, comte de Fernán Núñez                                      | 13 desembre 1706 | 28 maig 1724                                              |
| Miguel Reggio, comanador de l'Orde de Sant Joan de Jerusalem                 | 10 juny 1718     | Text de cel·la                                            |
| Pedro de Montemayor, comanador de l'Orde de Santiago                         | 17 setembre 1719 | --                                                        |